# یان پیترسون سویلینک
یان پیترسون سوِیلینک (هلندی: Jan Pieterszoon Sweelinck) ((زادهٔ آوریل یا مه ۱۵۶۲ – درگذشتهٔ ۱۶ اکتبر ۱۶۲۱) آهنگساز، ارگ‌نواز و آموزگار اهل هلند بود که آثارش موسیقی اواخر دوره رنسانس و اوایل دوره باروک را نمایندگی می‌کند.
سویلینک از اولین آهنگسازان برجستهٔ کیبورد در اروپاست و حرفهٔ آموزگاری‌اش به او در پایه‌گذاری سنت ارگ‌نوازی شمال آلمان یاری رساند.